# Die Vögel
Die Vögel (en alemany, en català Els ocells), op. 30, és una òpera en un pròleg i dos actes, amb música i llibret en alemany de Walter Braunfels, basat lliurement en la comèdia d'Aristòfanes Els ocells que es va representar al Teatre de Dionís a Atenes l'any 414 aC. L'òpera es va estrenar el 30 de novembre de 1920 al Teatre Nacional de Múnic, amb la direcció de Bruno Walter i Maria Ivogün (el rossinyol) i Karl Erb (Bonaesperança) en els papers principals.

## Origen i context
La composició de l'òpera va començar en 1913 i es va acabar el 1919. La partitura va ser publicada per Universal Edition de Viena el 1920. L'extens període de gestació de l'obra es deu sobretot a la interrupció causada per la Primera Guerra Mundial. Reclutat el 1915, Braunfels va servir al front occidental fins que va ser ferit en combat el 1917. De retorn a Frankfurt, la seva ciutat natal, va experimentar una profunda conversió al catolicisme i va reprendre la seva trajectòria musical, destacant com a pianista de renom.

## Recepció
L'estrena a Múnic el 1920 va suposar un gran avenç per al compositor Walter Braunfels. Amb un repartiment ple d'estrelles (Maria Ivogün, la soprano de coloratura preferida de Richard Strauss i el gran tenor Karl Erb), va ser un èxit enorme, amb més de cinquanta actuacions tan sols a Múnic en els següents dos anys. van seguir més representacions a Berlín, Viena i Colònia (on va dirigir Otto Klemperer). El director d'orquestra d'aquell vespre, Bruno Walter, més tard va dir que Die Vögel era «la producció més interessant del meu període de Múnic... Aquells que van tenir el privilegi d’escoltar el cant de Karl Erb, que expressava l’anhel humà, i la veu reconfortant de Maria Ivogün, fent de rossinyol des del cim d’un arbre, així com aquells que van gaudir de les escenes grotesques de l’obra i es van commoure amb les seves escenes romàntiques, segurament recordaran amb gratitud la poètica i enginyosa transformació de la comèdia d’Aristòfanes en una òpera.»
Alfred Einstein, el crític més destacat d’Alemanya en aquell moment, també va expressar una gran admiració, elevant Braunfels, fins aleshores relativament desconegut, a la categoria dels principals compositors d’òpera alemanys. Va escriure al Münchener Kunstschau: “«Crec que l’escenari operístic d’Alemanya mai no ha estat travessat per una creació artística més absoluta que aquesta ‘obra lírico-fantàstica inspirada en Aristòfanes.’ És un dels documents del moviment antinaturalista en l’òpera, que ha anat guanyant força entre els compositors durant l’última dècada. Entre els punts de referència d’aquest moviment es troben l’equilibri estilístic irreal de l’Ariadne auf Naxos [de Richard Strauss], el món de conte de fades de Die Frau ohne Schatten [també de Strauss], i potser els millors elements de les òperes de Schreker. No obstant això, la creació de Braunfels sembla ser més subjectiva i – en un sentit especial i profund de la paraula – més essencial que totes aquestes».
La primera representació de postguerra de l'òpera va tenir lloc a Karlsruhe el 1971. Una altra producció va ser representada a Bremen el 1991, seguida per una interpretació de concert a Berlín el desembre de 1994. L’enregistrament realitzat per Lothar Zagrosek l’any 1996 per a la col·lecció Entartete Musik de Decca va marcar un punt d’inflexió, i des de llavors, Die Vögel ha anat guanyant presència als escenaris internacionals.

## Argument

### Pròleg
En un arbre alt, el rossinyol inicia l'obra donant la benvinguda als espectadors amb una melodia plena de poesia. Canta sobre els plaers i llibertats de la vida dels ocells, alhora que expressa compassió pels humans, carregats d'ansietats i preocupacions. Tanmateix, al final del seu cant, confessa que ella mateixa sent una nostàlgia inexplicable per quelcom desconegut i inassolible.

### Acte I
Amicfidel i Bonaesperança, amargament decebuts amb la gent i ja no satisfets amb el món, busquen una vida millor al bosc, el regne dels ocells. En un paisatge muntanyós i escarpat, cercant un refugi tranquil, arriben al regne dels ocells. Són rebuts per una puput, que exerceix com a rei d'aquest regne. Però aquesta, que abans va ser humana, també està insatisfeta. Es queixa que els ocells ja no tenen el seu propi regne. Amicfidel proposa un pla ambiciós: construir una ciutat celestial, Terra dels Somnis, des d'on els ocells puguin governar tant els déus com els humans. El rei utilitza el rossinyol per convocar tots els ocells i, tot i una rebuda inicial hostil, els ocells s'entusiasmen amb la idea i es llancen amb energia a la seva construcció. Els ocells es delecten amb l'anticipació del seu poder, volen recuperar el control de Zeus i, finalment, sotmetre la gent.

### Acte II
Bonaesperança, el personatge més sensible i somiador, dorm sota un arbre i escolta el cant del rossinyol. Es desperta, vençut per l'amor per ella, i la corteja. Paral·lelament, la ciutat acabada es converteix en un espai d'alegria amb la celebració d'un ball protagonitzat per dos coloms, la primera parella que s'instal·la a la Terra dels Somnis. Però l'harmonia es trenca amb l'arribada de Prometeu, que adverteix els ocells de la ira de Zeus. Desafiant l'advertència, els ocells declaren la guerra als déus. El conflicte culmina amb la destrucció del castell i la ciutat amb una violenta tempesta i el reconeixement inevitable de la superioritat divina. Al final, Amicfidel i Bonaesperança inicien el camí de tornada: el primer, pragmàtic, pensa en la comoditat de casa seva, mentre que Bonaesperança, profundament marcat per la seva experiència amb el rossinyol, torna transformat espiritualment.